# Pech

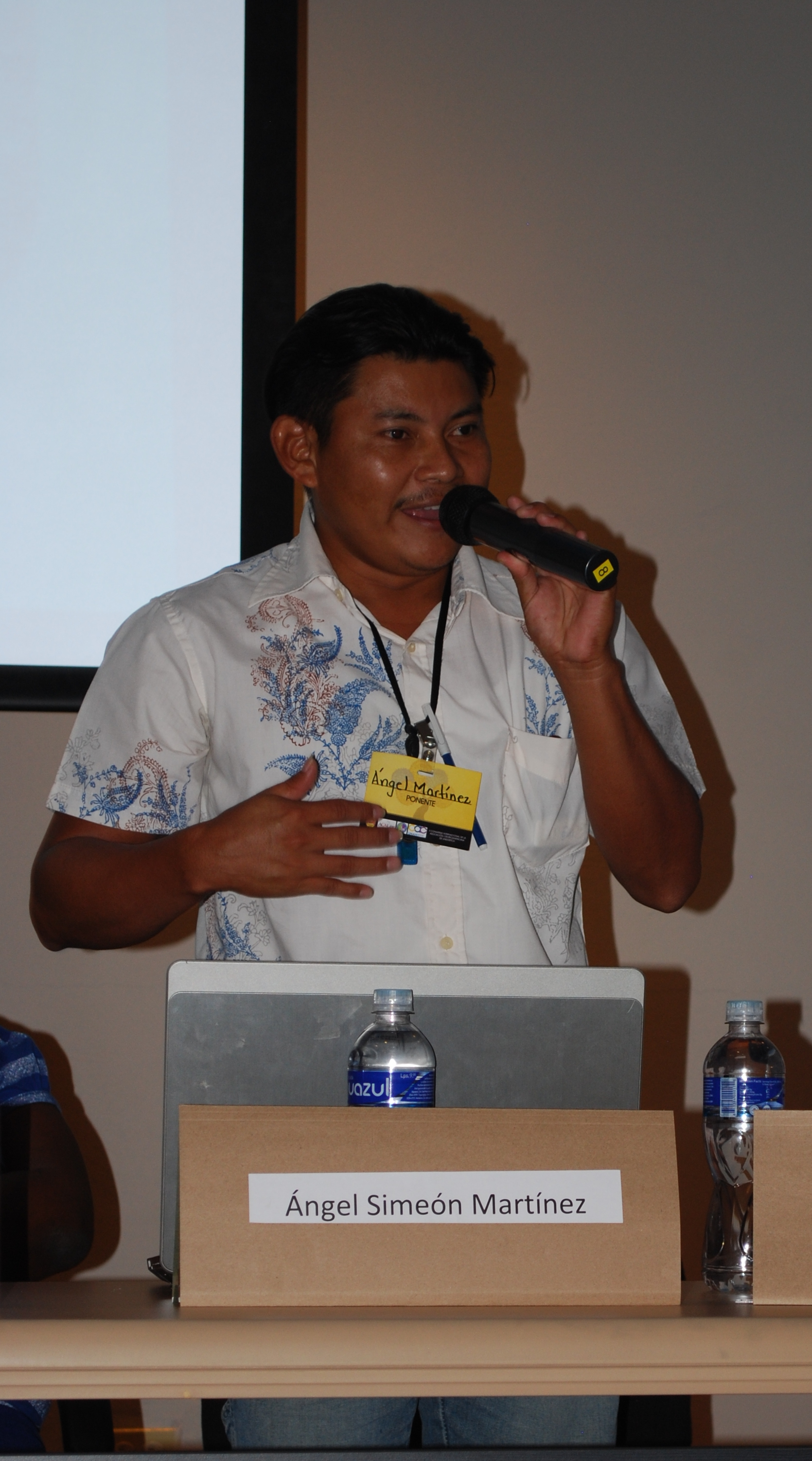
Ángel Simeón Martínez representa a los pech en un congreso en la Universidad Nacional Autónoma de Honduras.

La sociedad pech es una etnia de que ha habitado el territorio de la actual Honduras se cree que provienen de América del Sur con un origen Chibcha, emigraron desde Colombia y llegaron hasta Honduras. Las cifras de su población oscilan entre los 2,079 a 7,200 habitantes.  Habitan los departamentos de Gracias a Dios, Olancho y Colón.
El término pech significa "gente", utilizado para referirse a su sociedad; para hablar de las demás sociedades utilizan pech-akuá que significa la otra gente o el término bulá que significa ladino.

## Historia
El origen del pueblo pech se remonta a aproximadamente dos mil años, cuando migraron desde lo que hoy es Colombia hacia el territorio que actualmente corresponde a los departamentos de Colón, Islas de la Bahía, Gracias a Dios y Olancho, en Honduras. Esta migración formó parte de las oleadas chibchas provenientes de América del Sur. Al asentarse en la región de la Mosquitia, estos grupos dieron origen al pueblo que hoy se conoce como pech.
Algunos investigadores, como Lehmann, sostienen que las Islas de la Bahía también estuvieron habitadas por los pech. Esta hipótesis se basa en registros de 1622, cuando indígenas de dichas islas fueron utilizados como intérpretes por una expedición misionera entre los pech del interior. Además, Stone y Epstein han señalado que los artefactos encontrados en las Islas de la Bahía presentan similitudes con los hallados en territorios pech del continente. Se ha sugerido que las islas estuvieron habitadas tanto por pech como por comerciantes mayas, cuya presencia también ha sido documentada.
Según relatos orales transmitidos por los ancianos pech, sus antepasados nacieron y vivieron en una ciudad construida en piedra blanca, conocida como Casa Blanca. Esta tradición ha dado origen a la leyenda de la Ciudad Blanca, buscada durante décadas por científicos mediante diversas tecnologías de exploración.
De acuerdo con estos relatos, la ciudad fue edificada por los dioses, quienes transformaron enormes piedras en figuras, animales salvajes y grandes artefactos para procesar granos, como piedras de moler. Cuando se les pregunta a los ancianos por qué no se han encontrado las ruinas de esta ciudad ni su ubicación exacta, explican que, según la tradición, un indígena tawaka que fue discriminado por la comunidad lanzó un maleficio sobre la ciudad. A partir de entonces, comenzaron a ocurrir calamidades, plagas y catástrofes, lo que llevó a los pech a abandonar el lugar y emigrar. Esta historia ha sido transmitida oralmente de generación en generación como parte de la memoria colectiva del pueblo pech.
La historia mítica del origen de los Pech
La historia mítica del Pech habla que este pueblo es hijo del rayo y que los rayos, en épocas anteriores fueron pech que vivieron sobre la tierra y que lucharon por exterminar a los gigantes caníbales representados por Takascró, jefe de esta raza, pero antes se batieron contra sus guerreros, los Chaca-Chacay, que eran enormes lagartijas. En sus relatos muestran indicios de una cosmovisión ancestral que aún se conserva viva; un héroe cultural contribuye a desarrollar su civilización, mediante el aporte de los bienes culturales: el maíz, la agricultura y la medicina. Girard sugiere que había un gran centro religioso sobre el río Plátano, donde petroglifos Pech han sido encontrados.
Los Pech se opusieron a la conquista de sus tierras, lucharon para evitar ser privados de su libertad. Los españoles les llamaron despectivamente como payas, término que fue usado para nombrar a los primeros indígenas que mostraron resistencia a los conquistadores. Sin embargo, este nombre fue rechazado por los Pech ya que hace alusión a bárbaro, salvaje o incivilizado.
Los españoles se aventuraron a entrar en la Mosquitia en 1564, pero debido a su férrea oposición decidieron que solo podrían conquistarlos utilizando la religión católica. 
En el siglo XVIII, los piratas ingleses, franceses y holandeses se aliaron con los misquitos, a quienes les dieron armas de fuego para obligar a indígenas como los pech a refugiarse en el interior de Honduras. Los pech eran capturados por los misquitos y vendidos como esclavos a comerciantes ingleses, debido a esto su población disminuyó considerablemente en poco tiempo.
Luego de ser expulsados de las costas por los colonizadores españoles, los Pech se refugiaron en las zonas montañosas, cuentan sus ancianos que por cuatro siglos se escondieron los Pech de los colonizadores y los zambos para evitar ser vendidos como esclavos, debido a esto se convirtieron en un pueblo nómada, de esta forma mantuvieron su cultura tradicional.
Actualmente participan en la política por medio de la Federación de Tribus Pech de Honduras (FETRIPH), creada en 1985 para cuidar sus tierras y conservar su cultura.
La tormenta tropical Gamma afectó sus tierras y cultivos se perdieron en el año 2005, debido a eso durante algún tiempo subsistieron a base de plátano y yuca debido a que no cuentan con un centro de almacenamiento de granos y han sido olvidados por el gobierno. La cooperación española les ha construido unas 300 viviendas pequeñas de cemento y ladrillo pero nadie les proporcionó catres ni camas para que durmieran cómodamente.

## Distribución

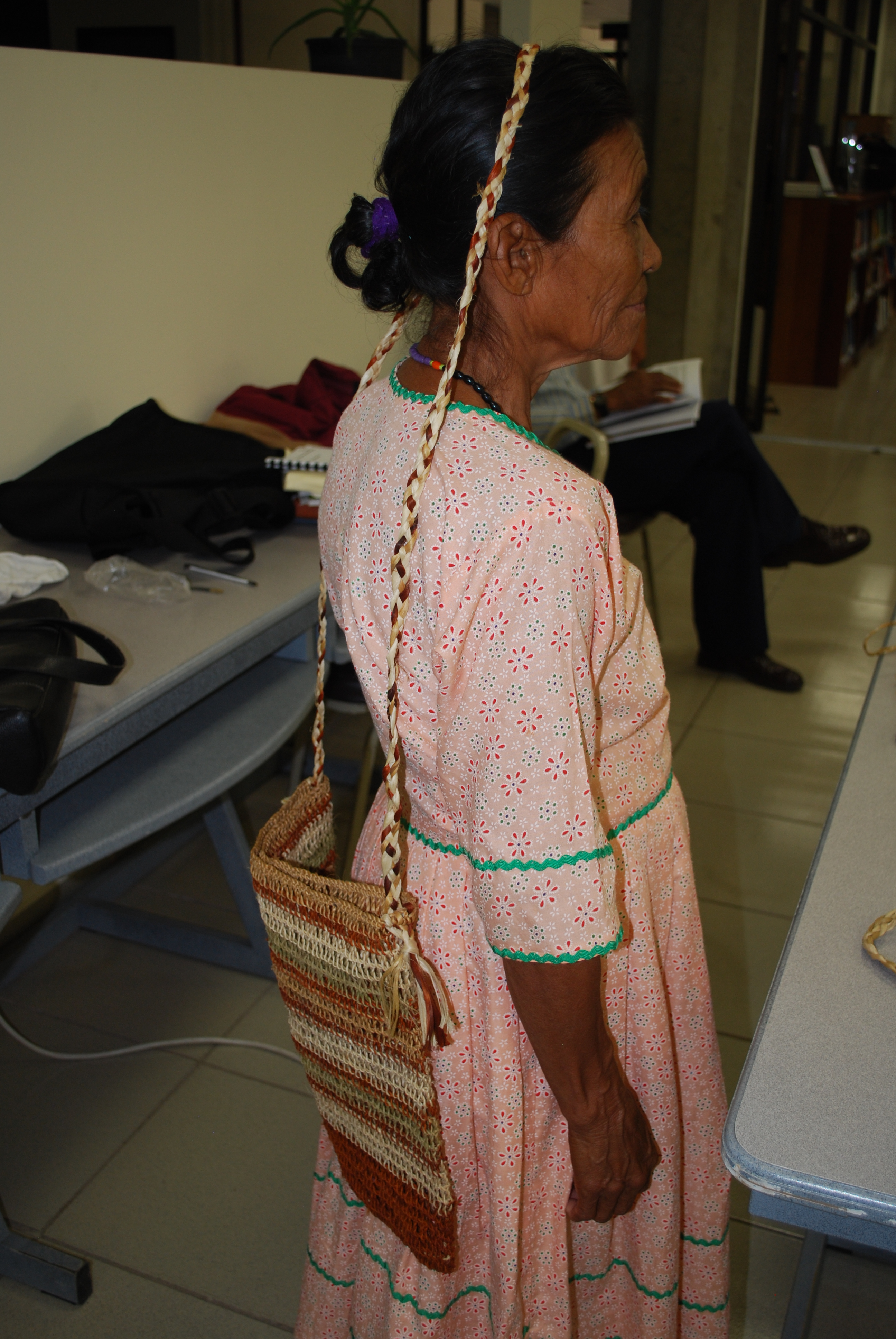
Juana Carolina Hernández Torres mostrando el uso de una tradicional bolsa para bebé

Su etnia está distribuida en nueve Tribus (pueblos), distribuidos de la siguiente forma:
Departamento de Olancho
En el municipio Dulce Nombre de Culmí: 
- Agua Zarca,
- Culuco,
- Vallecito,
- Pueblo Nuevo,
- Subirana,
- Jocomico,
- Pisijire

En el Municipio de San Esteban
- Santa María del Carbón fundada por el sacerdote Manuel de Jesús Subirana.

Departamento de Colón
- Silin, en el Municipio de Trujillo.
- Moradel, en el Municipio de Trujillo[1]

Departamento de Gracias a Dios:

## Cultura
Los pech conservan su idioma, su cultura, su religión y su sistema económico, es conocido sobre todo las personas desde la tercera edad. Respetan la naturaleza ya que dependen de su flora y fauna. Poco se sabe del pueblo pech antes de la llegada de los españoles, aunque estudios arqueológicos demuestran que poseían un nivel considerable de estructura social y construcción.

### El valor de la mujer
Las mujeres pech participan activamente en la vida laboral, económica y religiosa, son agricultoras, pescadoras, jefes tribales, curanderas y chamanes. Su importancia en la sociedad está equiparado con el de los hombres.

### Medicina Pech
Son conocedores de una botánica naturista ancestral, los curanderos se encargan de conservar y divulgar la medicina pech basada en un conocimiento profundo de la naturaleza, desarrollaron terapias para tratar la mordedura de la serpiente "barba amarilla" y para muchas otras enfermedades, por lo que sus ancianos son muy respetados y consultados.

### Música
Sus ancianos conservan muchas canciones con música y lengua pech. Algunos de sus instrumentos musicales autóctonos son la Tempuka, el Arwa y el Camachá.

### Religión
Actualmente Los Pech profesan principalmente la religión Católica y para sus celebraciones religiosas poseen dos  una en la comunidad Santa María del Carbón donde veneran al Señor de Esquipulas y celebran su feria patronal el 14 de enero, y la otra en el Municipio de Dulce Nombre de Culmí

### Lengua
La lengua paya es parte de la familia chibcha. De hecho es una lengua fuertemente divergente del resto de lenguas chibcha, razón por la cual se tardó en reconocer como parte de esta familia, pero los trabajos actuales han probado de forma concluyente el parentesco. Es interesante notar, que esta divergencia ha podido deberse al aislamiento del resto de lenguas chibchas, que se hablan desde el sur de Nicaragua hasta Colombia. Entre el resto de lenguas chibchas y el paya se interponen las lenguas misumalpas, que se considera una familia de lenguas remotamente emparentadas con las lenguas chibchas y las lenguas lenca. Estas tres familias formarían el microfilo lenmichí.
- Consulta el portal dedicado diversidad lingüística de Honduras, con consultas a los diccionarios de Hondureñismos y de las Lenguas de Honduras DLH de la Academia Hondureña de la Lengua AHL.

## Alimentación
Desarrollaron la agricultura y la ganadería, se alimentan, de animales domésticos, vegetales, cultivan yuca, frijoles y maíz. Han desarrollado comidas a base de arroz, frijoles, también bebidas alimenticias y embriagantes abase de fermentación de frutos.

## Relación con el medio ambiente
Las sociedades pech tienen una dependencia vital del bosque, debido a ello
guardan un profundo respeto por la flora y la fauna, han desarrollado normas para regular la correcta utilización de los bosques y animales, manteniendo un equilibrio con el ecosistema.
Las plantas del bosque tropical húmedo son utilizadas para alimentación, como medicinas y para rituales religiosos. Además cazan para sobrevivir, aunque han desarrollado la ganadería para no tener que salir a cazar, domesticando venados, cerdos entre otros.
La comunidad de Santa María del Carbón desarrolla un manejo del bosque comunitario, de forma que sus comunidades conoce las maneras que pueden utilizar para obtener nuevas fuentes de ingresos, siempre respetando la naturaleza y evitando la explotación del bosque, dándole un aprovechamiento sostenible al bosque. Utilizan la madera para construcción en sus poblados o para venderla, así obtener mayores beneficios económicos y ahorro de dinero por parte de la comunidad.

## Arquitectura
Se conserva pocos registros de la vida diaria de los Pech antes de la colonización, sin embargo es sabido que lograron crear asentamientos con estructuras de piedra escalonadas, tales como es el sitio arqueologíco de El Curruste en las ceranías de San pedro Sula. Las ruinas son un claro ejemplo de la influencia mesoamericana que recibió este grupo en cuanto a arquitectura. Sus viviendas tradicionalmente eran chozas de paja; ya tras la colonización, empezaron a emplear más la madera; también han recibido donaciones de más de 300 casas de piedra por parte de la cooperación española. Recientemente sus comunidades han progresado notablemente ya que muchas casas tienen acceso a agua potable.